# Distributivitet
Inden for matematik er distributivitet en egenskab ved en algebraisk operator. Når to operatorer ∗ og + virker på vilkårlige elementer x, y og z i en mængde S, siges ∗ at være venstre-distributiv i forhold til + hvis
{\displaystyle x*(y+z)=(x*y)+(x*z),}
at være højre-distributiv i forhold til + hvis
{\displaystyle (y+z)*x=(y*x)+(z*x),}
og at være distributiv i forhold til + hvis den er både venstre- og højre-distributiv.

## Eksempel
Hvis ∗ står for multiplikation, + står for addition og / står for division, følger heraf, at man kan "gange ind i parenteser" og vice versa:
2 ∗ (1 + 3) = (2 ∗ 1) + (2 ∗ 3),
men ikke dividere på samme måde:
2 / (1 + 3) ≠ (2 / 1) + (2 / 3).